# Châteaubernard
Châteaubernard est une commune du Sud-Ouest de la France, située dans le département de la Charente dans la banlieue sud de Cognac, en région Nouvelle-Aquitaine.
Ses habitants sont les Castelbernardins.

## Géographie

### Localisation et accès
Située à l'ouest du département de la Charente, la commune de Châteaubernard est une commune faisant partie de l'agglomération de Cognac au sud de celle-ci. Elle est aussi située à 37 km d'Angoulême.
La commune est traversée par la route nationale 141, déviation de Cognac et maillon de la Route Centre-Europe Atlantique en direction d'Angoulême et Limoges à l'est, Saintes, La Rochelle et Royan à l'ouest. Elle est aussi traversée par la D 731 vers Archiac et Barbezieux en direction de Bordeaux, et la D 24 en direction de Segonzac. La D 149 contourne aussi Cognac par le sud et dessert le vieux bourg et l'aérodrome, et relie Châteaubernard à Merpins et la sortie est de Cognac.
La ligne Angoulême - Saintes fait la limite nord de la commune avec Cognac, et la gare de Cognac est desservie par des TER à destination d'Angoulême, Saintes et Royan avec correspondance à Angoulême pour Paris, Bordeaux, Poitiers et Limoges, et à Saintes pour La Rochelle et Niort.

### Quartiers et hameaux
L'aérodrome Cognac-Châteaubernard occupe une importante partie sud de la commune. La zone urbanisée prolonge le sud de l'agglomération cognaçaise, et les principaux quartiers sont, d'est en ouest : l'Échassier, la Cité de la Plante, le Fief du Roi, la zone industrielle, Beauregard, les Pierrières, les Quillettes, la Croix Landolle, le bourg, la Pierre Levée, la Cité de la Combe des Dames, Didezon, Tout-Blanc.

### Communes limitrophes
|                 | Cognac         | Boutiers-Saint-Trojan, Saint-Brice |
| Merpins         | Châteaubernard | Gensac-la-Pallue                   |
| Salles-d'Angles | Genté          |                                    |

### Géologie et relief
La commune occupe le calcaire datant du Crétacé, comme les zones situées au sud et sur la rive gauche de la Charente entre Angoulême et Cognac.
Le Turonien supérieur (appelé aussi Angoumien supérieur) constitue une falaise dominant la vallée de la Charente près de l'Échassier. Puis on trouve le Coniacien, au sommet, sur toute la zone au nord de la route d'Angoulême.
Tout le reste de la commune est constitué de Santonien qui forme une plaine basse, qui s'étend entre la vallée du Né à l'ouest et Saint-Même-les-Carrières à l'est, mais qui se prolonge en se rétrécissant et en s'élevant jusqu'au sud de Châteauneuf.
La vallée de la Charente est couverte d'alluvions récentes du Quaternaire,,.
Le relief de la commune est celui d'une plaine légèrement relevée au nord, d'une altitude moyenne de 30 m. Le point culminant est à une altitude de 53 m, situé au nord de la commune près du Bois du Breuil et du cimetière de l'Échassier. Le point le plus bas est à 7 m, situé aussi au nord-est, mais le long de la Charente en limite de commune, où le rebord du plateau fait un à-pic de 45 m. Le vieux bourg est à 27 m d'altitude.

### Hydrographie

#### Réseau hydrographique

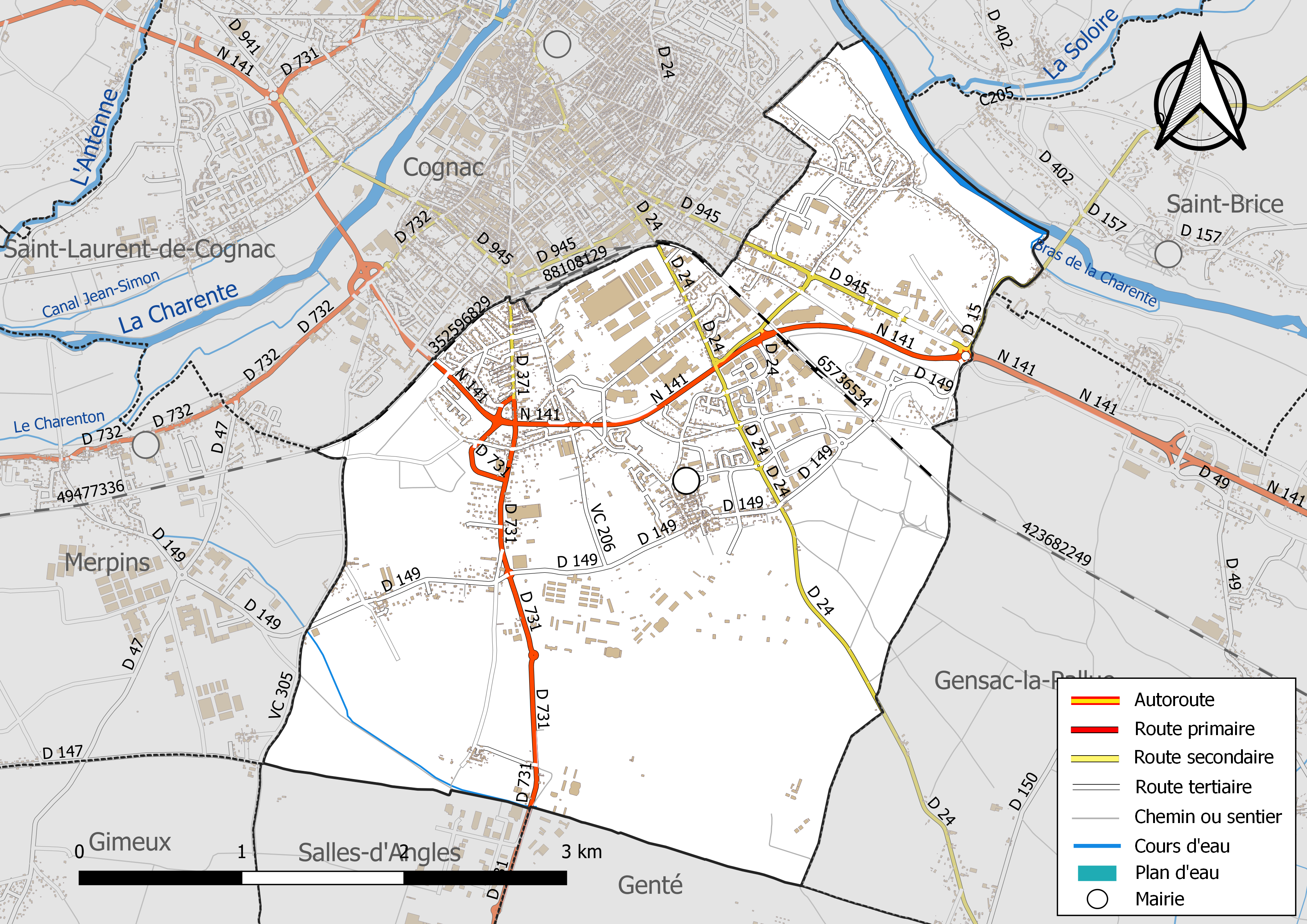
Réseaux hydrographique et routier de Châteaubernard.

La commune est située dans le bassin versant de la Charente au sein  du Bassin Adour-Garonne. Elle est drainée par la Charente, la Soloire, et par un petit cours d'eau, qui constituent un réseau hydrographique de 3 km de longueur totale,.
Châteaubernard est située sur la rive gauche de la Charente qui lui sert de limite au nord-est. D'une longueur totale de 381,4 km, ce fleuve prend sa source en Haute-Vienne, dans la commune de Chéronnac, et se jette  dans le Golfe de Gascogne, après avoir traversé 117 communes.
La Soloire, d'une longueur totale de 34,9 km, prend sa source en Charente-Maritime, dans la commune de Mosnac, et se jette  dans la Charente sur la commune, après avoir traversé 13 communes.

#### Gestion des eaux
Le territoire communal est couvert par le schéma d'aménagement et de gestion des eaux (SAGE) « Charente ». Ce document de planification, dont le territoire correspond au bassin de la Charente, d'une superficie de 9 300 km2, a été approuvé le 19 novembre 2019. La structure porteuse de l'élaboration et de la mise en œuvre est l'établissement public territorial de bassin Charente. Il définit sur son territoire les objectifs généraux d’utilisation, de mise en valeur et de protection quantitative et qualitative des ressources en eau superficielle et souterraine, en respect des objectifs de qualité définis dans le troisième SDAGE  du Bassin Adour-Garonne qui couvre la période 2022-2027, approuvé le 10 mars 2022.

### Climat
Comme dans les trois quarts sud et ouest du département, le climat est océanique aquitain. La station météorologique départementale est située dans la commune.
La station météorologique de Météo-France installée sur la commune et mise en service en 1944 permet de connaître en continu l'évolution des indicateurs météorologiques. Le tableau détaillé pour la période 1981-2010 est présenté ci-après.
| Mois                                  | jan.             | fév.             | mars             | avril           | mai             | juin            | jui.           | août           | sep.            | oct.            | nov.            | déc.             | année      |
| ------------------------------------- | ---------------- | ---------------- | ---------------- | --------------- | --------------- | --------------- | -------------- | -------------- | --------------- | --------------- | --------------- | ---------------- | ---------- |
| Température minimale moyenne (°C)     | 2,8              | 2,8              | 4,9              | 6,9             | 10,6            | 13,6            | 15,3           | 15             | 12,3            | 9,8             | 5,5             | 3,3              | 8,6        |
| Température moyenne (°C)              | 6,1              | 6,9              | 9,6              | 11,9            | 15,7            | 18,9            | 21             | 20,9           | 17,9            | 14,4            | 9,3             | 6,5              | 13,3       |
| Température maximale moyenne (°C)     | 9,4              | 11               | 14,4             | 16,9            | 20,8            | 24,3            | 26,8           | 26,7           | 23,5            | 18,9            | 13              | 9,8              | 18         |
| Record de froid (°C) date du record   | −17,5 16.01.1985 | −19,4 15.02.1956 | −10,2 11.03.1958 | −4,4 04.04.2022 | −0,2 08.05.1974 | 3 02.06.1975    | 6,4 07.07.1948 | 5,5 14.08.1946 | 2,2 21.09.1977  | −3,8 29.10.1947 | −8,4 24.11.1956 | −14,5 22.12.1946 | −19,4 1956 |
| Record de chaleur (°C) date du record | 18,4 13.01.1993  | 24,4 27.02.19    | 26,2 20.03.05    | 31 30.04.05     | 34 29.05.1947   | 38,2 30.06.1952 | 40,3 23.07.19  | 39,8 07.08.20  | 36,4 17.09.1945 | 30,6 03.10.11   | 24,7 08.11.15   | 20,5 16.12.1989  | 40,3 2019  |
| Ensoleillement (h)                    | 83               | 111,9            | 162,4            | 180,5           | 215,9           | 238,4           | 249,9          | 244,8          | 199,2           | 137,3           | 91,2            | 81,4             | 1 995,9    |
| Précipitations (mm)                   | 71,9             | 52               | 57,7             | 71              | 65,1            | 52,3            | 48,2           | 47,3           | 59,8            | 81,2            | 86,3            | 84,3             | 777,1      |

## Urbanisme

### Typologie
Au 1er janvier 2024, Châteaubernard est catégorisée ceinture urbaine, selon la nouvelle grille communale de densité à 7 niveaux définie par l'Insee en 2022.
Elle appartient à l'unité urbaine de Cognac, une agglomération intra-départementale dont elle est une commune de la banlieue,. Par ailleurs la commune fait partie de l'aire d'attraction de Cognac, dont elle est une commune de la couronne,. Cette aire, qui regroupe 44 communes, est catégorisée dans les aires de 50 000 à moins de 200 000 habitants,.

### Occupation des sols
L'occupation des sols de la commune, telle qu'elle ressort de la base de données européenne d’occupation biophysique des sols Corine Land Cover (CLC), est marquée par l'importance des territoires artificialisés (62,4 % en 2018), en augmentation par rapport à 1990 (55 %). La répartition détaillée en 2018 est la suivante : 
zones industrielles ou commerciales et réseaux de communication (40,3 %), zones urbanisées (22,1 %), cultures permanentes (16 %), zones agricoles hétérogènes (10,3 %), terres arables (8,3 %), prairies (2,1 %), forêts (1 %). L'évolution de l’occupation des sols de la commune et de ses infrastructures peut être observée sur les différentes représentations cartographiques du territoire : la carte de Cassini (XVIIIe siècle), la carte d'état-major (1820-1866) et les cartes ou photos aériennes de l'IGN pour la période actuelle (1950 à aujourd'hui).

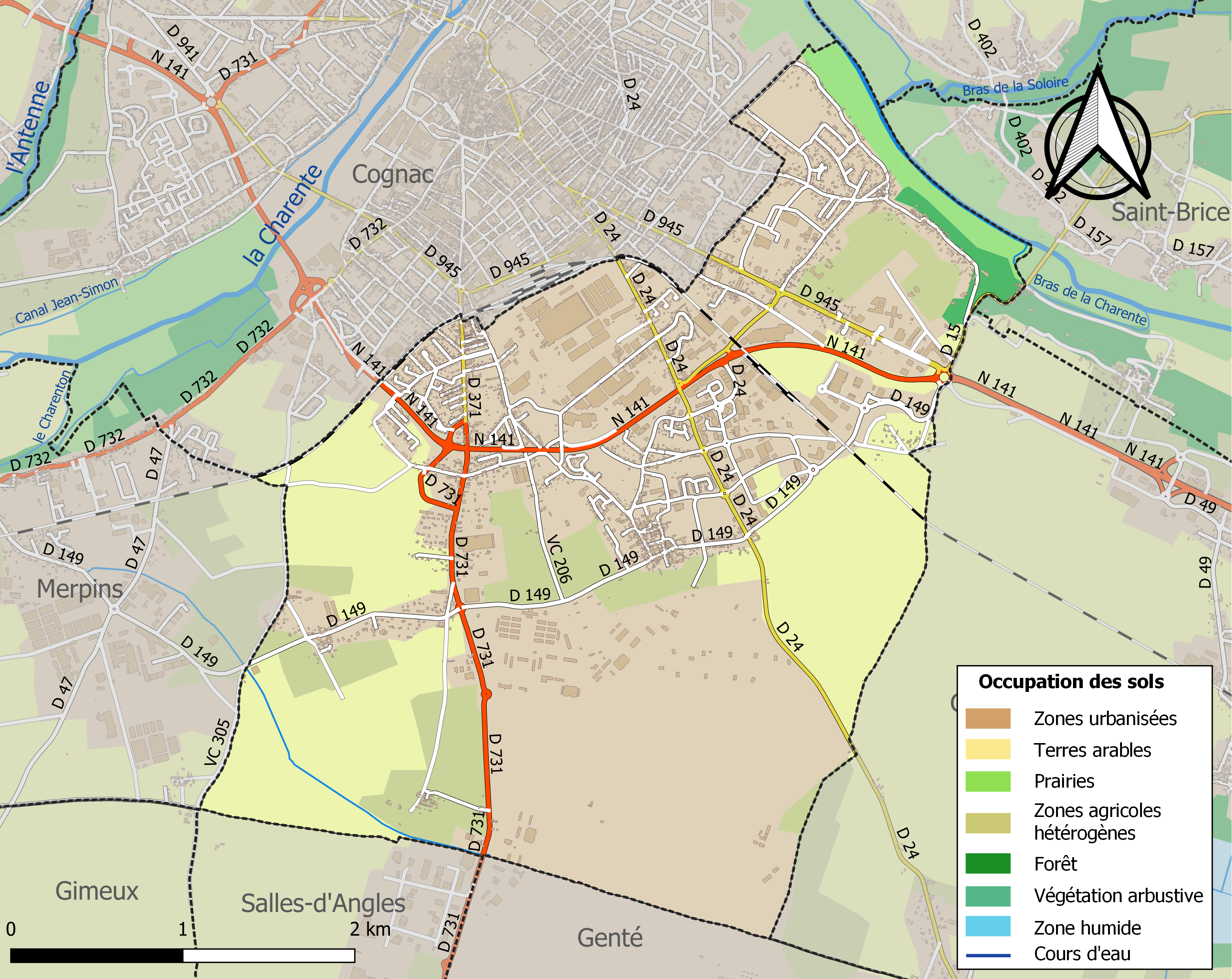
Carte des infrastructures et de l'occupation des sols de la commune en 2018 (CLC).

### Risques majeurs
Le territoire de la commune de Châteaubernard est vulnérable à différents aléas naturels : météorologiques (tempête, orage, neige, grand froid, canicule ou sécheresse), inondations et séisme (sismicité modérée). Il est également exposé à un risque technologique, le transport de matières dangereuses. Un site publié par le BRGM permet d'évaluer simplement et rapidement les risques d'un bien localisé soit par son adresse soit par le numéro de sa parcelle.

#### Risques naturels
La commune fait partie du territoire à risques importants d'inondation (TRI) Saintes-Cognac-Angoulême, regroupant 46 communes concernées par un risque de débordement du fleuve Charente (34 en Charente et 12 en Charente-Maritime), un des 18 TRI qui ont été arrêtés fin 2012 sur le bassin Adour-Garonne. Les événements antérieurs à 2014 les plus significatifs sont les crues de l'hiver 1779, de 1842, de 1859, du 9 décembre 1882 du 19 février 1904, du 10 janvier 1961, de mars-avril 1962, du 24 décembre 1982 et du 8 janvier 1994. Des cartes des surfaces inondables ont été établies pour trois scénarios : fréquent (crue de temps de retour de 10 ans à 30 ans), moyen (temps de retour de 100 ans à 300 ans) et extrême (temps de retour de l'ordre de 1 000 ans, qui met en défaut tout système de protection). La commune a été reconnue en état de catastrophe naturelle au titre des dommages causés par les inondations et coulées de boue survenues en 1982, 1987, 1993, 1998, 1999 et 2003 et au titre des inondations par remontée de nappe en 2000,.

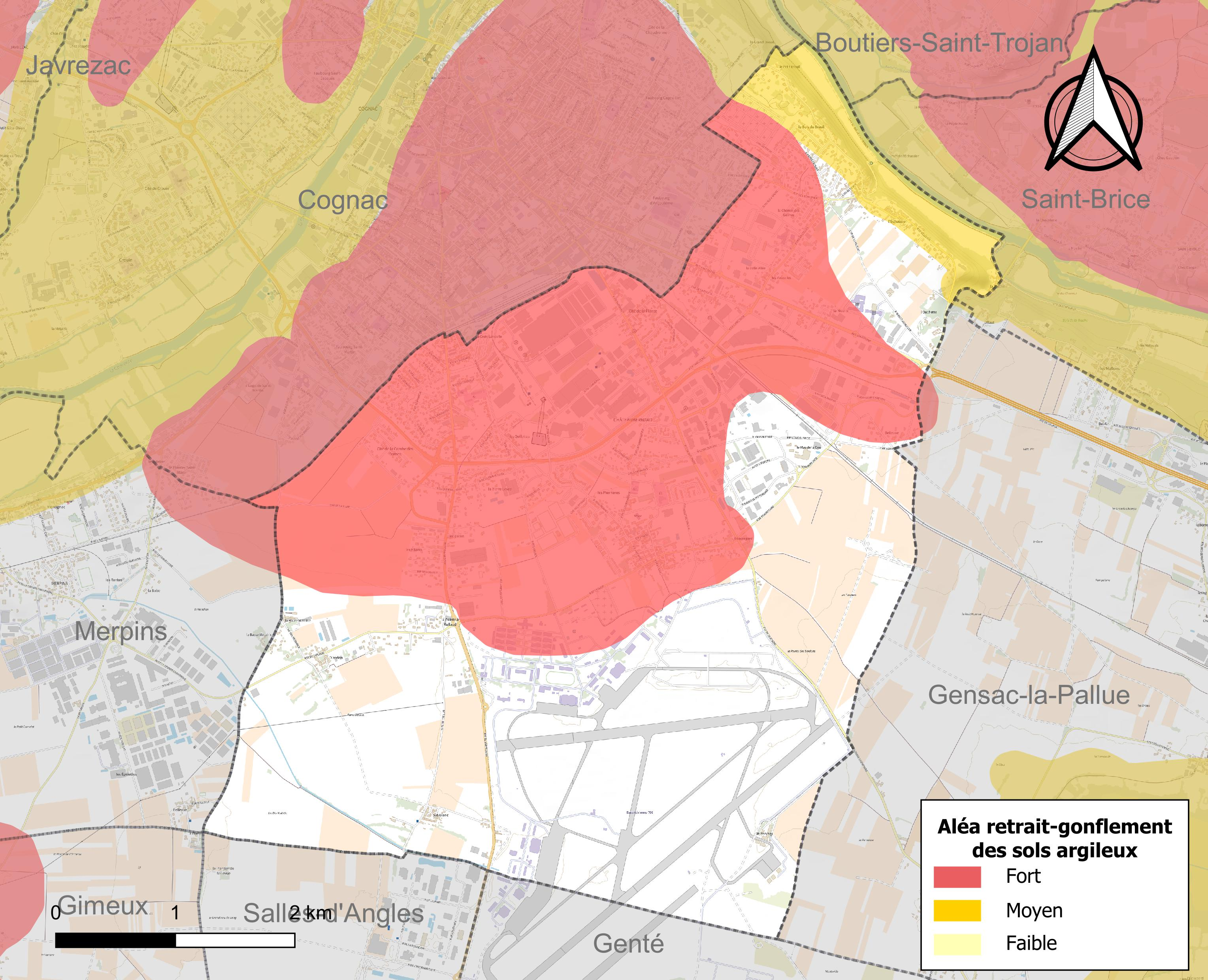
Carte des zones d'aléa retrait-gonflement des sols argileux de Châteaubernard.

Le retrait-gonflement des sols argileux est susceptible d'engendrer des dommages importants aux bâtiments en cas d’alternance de périodes de sécheresse et de pluie. 47,2 % de la superficie communale est en aléa moyen ou fort (67,4 % au niveau départemental et 48,5 % au niveau national). Sur les 1 706 bâtiments dénombrés sur la commune en 2019, 1 545 sont en aléa moyen ou fort, soit 91 %, à comparer aux 81 % au niveau départemental et 54 % au niveau national. Une cartographie de l'exposition du territoire national au retrait gonflement des sols argileux est disponible sur le site du BRGM,.
Par ailleurs, afin de mieux appréhender le risque d’affaissement de terrain, l'inventaire national des cavités souterraines permet de localiser celles situées sur la commune.
Concernant les mouvements de terrains, la commune a été reconnue en état de catastrophe naturelle au titre des dommages causés par la sécheresse en 2003 et 2011 et par des mouvements de terrain en 1999.

#### Risques technologiques
Le risque de transport de matières dangereuses sur la commune est lié à sa traversée par une ou des infrastructures routières ou ferroviaires importantes ou la présence d'une canalisation de transport d'hydrocarbures. Un accident se produisant sur de telles infrastructures est susceptible d’avoir des effets graves sur les biens, les personnes ou l'environnement, selon la nature du matériau transporté. Des dispositions d’urbanisme peuvent être préconisées en conséquence.

## Toponymie
Une forme ancienne est de Castro Bernadi (non daté).
L'origine du nom de Châteaubernard remonterait au latin castellum (château), diminutif de castrum qui signifie « place forte », et d'un nom de personne d'origine germanique Bernard, probablement le seigneur,.

## Histoire
Des vestiges de constructions gallo-romaines près du site de la Pierre levée avec des fossés comblés au IIe siècle montrent l'ancienneté de l'occupation.
L'histoire de Châteaubernard croise une très ancienne famille noble dont le nom est Bernard. Originaire de la région, elle est mentionnée dès 1070, avec Jean Bernard, suivi par Jacques Bernard en 1100 dont le fils Jehan Michel 1er Bernard est seigneur de Chasteau Bernard. Né en 1126 à Angoulême et mort en 1205, il était écuyer en 1146 et prit les armes en 1147 avant son départ pour la deuxième croisade. Son fils Jehan 1er est également seigneur de Chasteau Bernard, il est né à Angoulême en 1161. Vient ensuite Jehan II Bernard qui est né en 1189 à Cognac. Son fils Jehan III Bernard né en 1234 à Angoulême participera à la septième croisade qui a lieu entre 1248 et 1254. Vient ensuite Jehan Michel II Bernard qui naît en 1249, il est lui aussi seigneur de Chasteau Bernard. Son fils est né  à Cognac en 1274, Jehan IV Bernard, seigneur de Chasteau Bernard, de la Mothe et de la Lande. Il est aussi échevin de Cognac. Vient ensuite Jehan Michel III Bernard, seigneur de Chasteau Bernard de la Mothe et de la Lande, il naît en 1304 à Cognac. Il donne un fils lui aussi, Pierre Jean Michel Bernard, seigneur de Chasteau Bernard de la Mothe et de la Lande qui est né en 1357 à Cognac. Il sera écuyer dans une compagnie d'hommes du connétable Bertrand du Guesclin en 1378, participera à une expédition contre Jean IV de Bretagne. Il réussira à prendre un étendard aux Anglais et obtiendra du roi Charles V le Sage la confirmation de ses armoiries : d'azur orle d'or à trois étoiles en chef, l'écu accoste de deux épées d'argent entrecroisées, à la poignée d'or, la pointe relevée.
Tous ces détails prouvent que l'histoire de Châteaubernard est très anciennement et très fortement liée à cette famille Bernard et à Cognac,.
De 1295 à 1789, Angles et Châteaubernard restèrent unis. Le 7 mars 1787 les représentants de Châteaubernard et d'Angles à l'assemblée préliminaire des états généraux qui se tient à la salle capitulaire des Récollets de Cognac sont l'avocat Isaac Chauvin, J. Blais et J. Bienassis.
La commune de Châteaubernard a été créée en 1793, dans le canton et dans le district de Cognac, dans le département de la Charente. Pendant la Révolution, elle s'est appelée provisoirement Bernard-Champagne ou Bernard-de-Champagne.
En 1801 elle existe toujours dans le canton et dans l'arrondissement de Cognac mais en 1847 elle est réunie à Saint-Martin et disparaît pour être recréée en 1867. Depuis 1973 elle fait partie du canton de Cognac-Sud.
Au début du XXe siècle, une spécialité de Châteaubernard était la fabrication de caillebottes au lait de brebis.

### Les Templiers et les Hospitaliers
Les Templiers furent les premiers seigneurs de Châteaubernard, puis ce furent les Hospitaliers de l'ordre de Saint-Jean de Jérusalem du grand prieuré d'Aquitaine, avant que la commanderie soit annexée à celle de Beauvais-sur-Matha,.
L'église paroissiale est celle de la commanderie de Châteaubernard, avec la chapelle Saint-Jean de l'ordre de Saint-Jean de Jérusalem du XVe siècle.

## Politique et administration

### Liste des maires
| Période                                  | Période           | Identité                  | Étiquette      | Qualité |
| ---------------------------------------- | ----------------- | ------------------------- | -------------- | --- |
| Les données manquantes sont à compléter. |                   |                           |                | |
| 1868                                     | 1878              | Jean Héraud (1817-1903)   |                | |
| 1879                                     | mai 1888          | Pierre Pinard             |                | |
| mai 1888                                 | mai 1896          | Jean Héraud (1817-1903)   |                | |
| mai 1896                                 | mai 1904          | Camille Guérin            |                | |
| mai 1904                                 | mai 1912          | Albert Héraud             |                | |
| mai 1912                                 | mai 1929          | Edmond Camus              | Républicain    | Négociant exportateur Conseiller général de Cognac-Nord (1913 → 1925) Chevalier de la Légion d'honneur                                        |
| mai 1929                                 | juin 1940 (décès) | Jean Baluteau (1870-1940) |                | Marchand de bois et charbons |
| 1945                                     | 1949              | Fernand Guionnet          |                | |
| 1949                                     | mars 1971         | Raymond Buzin             |                | |
| mars 1971                                | mars 1977         | Pierre Frugier            |                | |
| mars 1977                                | mars 2001         | Marcel Truflandier        |                | Retraité de Saint-Gobain, maire honoraire Adjoint au maire (1971 → 1977)                                                                      |
| mars 2001                                | mars 2008         | Jean-Claude Fayemendie    | DVG (ex-PS)    | Retraité de la fonction publique, maire honoraire                                                                                             |
| mars 2008                                | mars 2014         | Daniel Boyer (1944-2021)  | MoDem puis UDI | Médecin, maire honoraire 2e vice-président de la CC de Cognac                                                                                 |
| mars 2014                                | En cours          | Pierre-Yves Briand        | MoDem          | Cadre retraité de la DDE Premier adjoint au maire (2008 → 2014) Conseiller départemental de Cognac-2 (2015 → ) Réélu pour le mandat 2020-2026 |

### Fiscalité
La fiscalité est d'un taux de 12,54 % sur le bâti, 36,83 % sur le non bâti, et 5,77 % pour la taxe d'habitation (chiffres 2007).
La communauté de communes de Cognac prélève 12,14 % de taxe professionnelle.

### Politique environnementale
Dans son palmarès 2024, le Conseil national de villes et villages fleuris de France a attribué deux fleurs à la commune.

## Démographie

### Évolution démographique
L'évolution du nombre d'habitants est connue à travers les recensements de la population effectués dans la commune depuis 1793. Pour les communes de moins de 10 000 habitants, une enquête de recensement portant sur toute la population est réalisée tous les cinq ans, les populations de référence des années intermédiaires étant quant à elles estimées par interpolation ou extrapolation. Pour la commune, le premier recensement exhaustif entrant dans le cadre du nouveau dispositif a été réalisé en 2008.

En 2022, la commune comptait 3 793 habitants, en évolution de +2,79 % par rapport à 2016 (Charente : −0,48 %, France hors Mayotte : +2,11 %).
| 1793 | 1800 | 1806 | 1821 | 1831 | 1841 | 1872 | 1876 | 1881 |
| ---- | ---- | ---- | ---- | ---- | ---- | ---- | ---- | ---- |
| 252  | 264  | 250  | 261  | 305  | 314  | 898  | 982  | 914  |

| 1886  | 1891  | 1896  | 1901  | 1906  | 1911  | 1921  | 1926  | 1931  |
| ----- | ----- | ----- | ----- | ----- | ----- | ----- | ----- | ----- |
| 1 023 | 1 140 | 1 280 | 1 408 | 1 463 | 1 462 | 1 415 | 1 437 | 1 451 |

| 1936  | 1946  | 1954  | 1962  | 1968  | 1975  | 1982  | 1990  | 1999  |
| ----- | ----- | ----- | ----- | ----- | ----- | ----- | ----- | ----- |
| 1 383 | 1 915 | 2 869 | 3 459 | 3 486 | 3 852 | 3 957 | 3 769 | 3 532 |

| 2006  | 2008  | 2013  | 2018  | 2022  | - | - | - | - |
| ----- | ----- | ----- | ----- | ----- | - | - | - | - |
| 3 869 | 3 899 | 3 605 | 3 738 | 3 793 | - | - | - | - |

### Pyramide des âges
La population de la commune est relativement âgée.
En 2018, le taux de personnes d'un âge inférieur à 30 ans s'élève à 28,3 %, soit en dessous de la moyenne départementale (30,2 %). À l'inverse, le taux de personnes d'âge supérieur à 60 ans est de 35,9 % la même année, alors qu'il est de 32,3 % au niveau départemental.
En 2018, la commune comptait 1 823 hommes pour 1 915 femmes, soit un taux de 51,23 % de femmes, légèrement inférieur au taux départemental (51,59 %).
Les pyramides des âges de la commune et du département s'établissent comme suit.
| Hommes | Classe d’âge | Femmes |
| ------ | ------------ | ------ |
| 0,9    | 90 ou +      | 2,4    |
| 10,4   | 75-89 ans    | 14,0   |
| 20,7   | 60-74 ans    | 23,3   |
| 19,4   | 45-59 ans    | 21,2   |
| 16,0   | 30-44 ans    | 14,9   |
| 18,4   | 15-29 ans    | 12,6   |
| 14,3   | 0-14 ans     | 11,6   |

| Hommes | Classe d’âge | Femmes |
| ------ | ------------ | ------ |
| 1      | 90 ou +      | 2,7    |
| 9,2    | 75-89 ans    | 12     |
| 20,6   | 60-74 ans    | 21,3   |
| 20,7   | 45-59 ans    | 20,3   |
| 16,8   | 30-44 ans    | 16     |
| 15,6   | 15-29 ans    | 13,4   |
| 16,1   | 0-14 ans     | 14,3   |

### Remarques
En 1791 elle est notée avoir 250 habitants.
En 1847 Châteaubernard est absorbée par Saint-Martin puis recréée en 1867.
Châteaubernard comporte 1 528 logements dont 1 437 résidences principales et seulement 14 résidences secondaires 12 logements occasionnels et 65 logements vacants. Ce sont pour 1 412 soit 92,4 % des logements individuels.
Ce sont pour la région des logements récents avec seulement 303 logements soit 21,1 % construits avant 1949, alors que 572 logements soit 39,8 % ont été construits de 1949 à 1974, 461 logements 32,1 % de 1975 à 1989 et 101 logements de 1990 à 1999.

## Économie

### Agriculture
La viticulture reste une activité importante de Châteaubernard, qui est située dans la zone d'appellation d'origine contrôlée cognac, en Grande Champagne, premier cru classé du cognac.
De petits producteurs de cognac, de pineau des Charentes et de vin de Pays charentais sont installés dans la commune.

### Industries et commerces

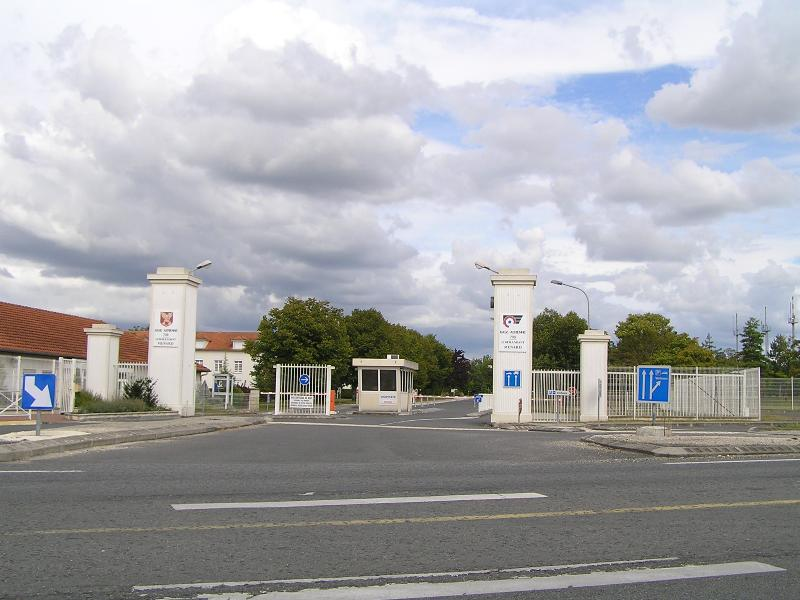
Base aérienne 709 Cognac-Châteaubernard.

- La base aérienne 709 Cognac-Châteaubernard se trouve sur la commune.
- Usine et siège de la société Grégoire, leader mondial des machines à vendanger.
- Usine Saint-Gobain (devenue Verallia) au cœur d'une vaste zone industrielle.
- Deux importantes zones commerciales : le Fief du Roy accueillant un hypermarché Auchan et de nombreuses enseignes nationales, et le Mas de la Cour, en cours d'aménagement dans le prolongement de la précédente, qui font de Châteaubernard le plus grand parc commercial de l'agglomération cognaçaise.

## Équipements et services

### Transports urbains
Les transports publics sont intercommunaux et assurés par Transcom, filiale de Véolia.
Néanmoins, les tournées sont peu fréquentes et très limitées.

### Enseignement
Châteaubernard possède deux écoles maternelles, le Petit-Prince et la Combe-des-Dames, et deux écoles élémentaires, Jules-Vallès et Pablo-Picasso.
Le secteur du collège et lycée est Cognac.

### Santé
Il y a deux pharmacies, deux médecins généralistes, un kinésithérapeute, une kinésiologue et deux dentistes en 2025.
La clinique, neuve, s'est installée à Châteaubernard et l'hôpital public a quitté Cognac pour Châteaubernard en 2013. Le permis de construire a été instruit par la mairie et par la DDE, et signé en janvier 2007 par le maire Jean-Claude Fayemendie après de fermes négociations auprès des services de l'État, concernant les infrastructures et la sécurité des accès au nouveau pôle hospitalier, dont la construction débutera en 2010.
Il y a une IME, aux Vauzelles, géré par l'association EIRC.

## Culture locale et patrimoine

### Culture
- Bibliothèque-Médiathèque. Le fonctionnement général en Médiathèque avec accès au multimédia a été installé entre 2001 et 2002.
- Salles d’exposition. La galerie municipale a été inaugurée au mois d'avril 2010. On y trouve trois salles d’exposition à vocation culturelle.

### Patrimoine religieux
L'église paroissiale est celle de la commanderie de Châteaubernard, avec la chapelle Saint-Jean de l'ordre de Saint-Jean de Jérusalem du XVe siècle, l'édifice a été entièrement restauré en partenariat entre la ville de Châteaubernard et la communauté de communes de Cognac entre 2001 et 2008.

### Patrimoine civil
- Dolmen rue de la Pierre levée
- Four communal XVIIIe siècle, entièrement restauré entre 2001 et 2008.
- Fontaine de l'Echassier XVIIIe siècle, entièrement restauré entre 2001 et 2008.

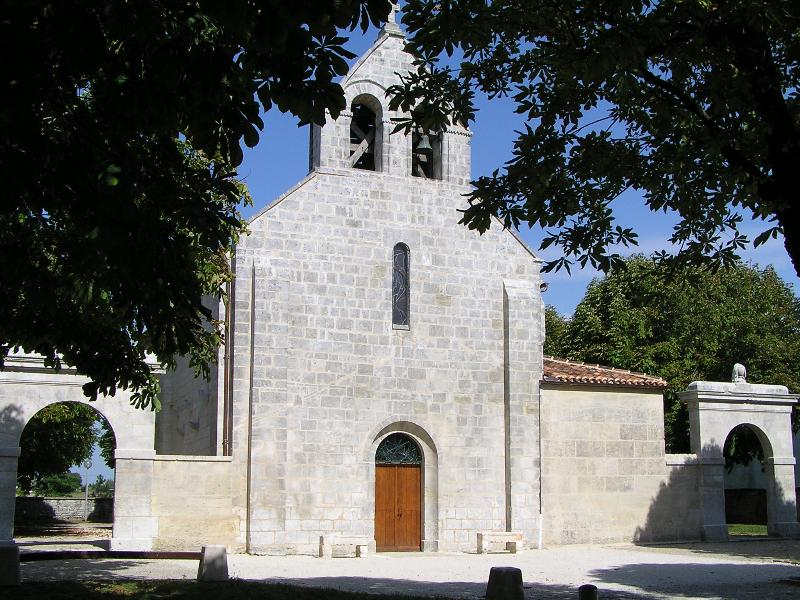
La chapelle Saint-Jean
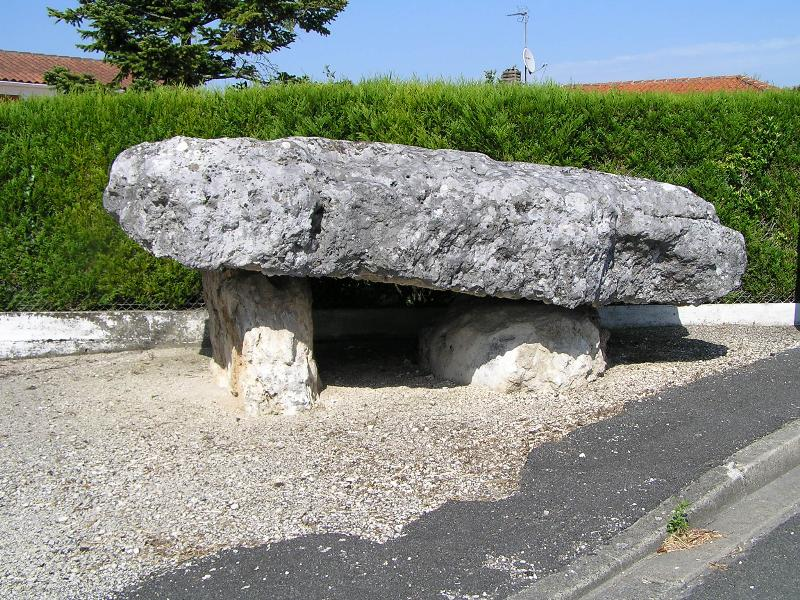
Dolmen, rue de la Pierre-Levée.

### Patrimoine environnemental
Le fleuve Charente est zone Natura 2000 avec des espèces remarquables présentes.

### Héraldique
| Blason | Blasonnement : De gueules à un château d'or posé sur une champagne de sinople, la terrasse chargée d'une croix de Malte d'argent. |

### Jumelages
- Durbach (Allemagne) depuis 1993, dans le land de Bade-Wurtemberg
- Ognate (Espagne) depuis 1999, au Pays Basque, dans la province de Guipuscoa

### Pactes d'amitiés
- Bürserberg (Autriche)
- Puente Viesgo (Espagne)